# Ongaonga
Urtica ferox (ongaonga) cunoscută în mod obișnuit sub numele de urzica de copac și, în maori, ongaonga, taraonga, taraongaonga sau okaoka, este o specie endemică de urzică din Noua Zeelandă.
Spre deosebire de celelalte specii ale genului Urtica prezente în Noua Zeelandă, toate fiind erbacee, ongaonga este un arbust lemnos mare care poate crește până la o înălțime de 3 m (9,8 ft), cu baza tulpinii atingând 12 cm (4,7 ft) în grosime. Are spini mari care pot duce la o înțepătură dureroasă ale căror efecte pot dura câteva zile.
Planta este principala sursă de hrană pentru larvele fluturelui amiral roșu din Noua Zeelandă.
Substanța toxică este un  glicozid steroid din grupa cardenolidelor.

## Descriere
U. ferox poate crește până la o înălțime de 3 m (9,8 ft), cu baza tulpinii atingând 12 cm (4,7 in) în grosime. Frunzele de culoare verde pal sunt foarte subțiri ca o membrană, iar suprafața frunzei, tulpinilor și tulpinilor sunt acoperite cu fire de păr înțepătoare care pot crește până la 6 mm (0,24 inchi) lungime. Acești țepi sunt proeminenti de-a lungul nervurii mijlocii și marginii frunzei. Frunzele variază de la 3–5 cm (1,2–2,0 inchi) în lățime și 8–12 cm (3,1–4,7 inchi) în lungime, acestea sunt aranjate opus și există două stipule pe nod. Forma frunzei este ovulat-triangulată, cu o margine zimțată a frunzei, fiecare având o coloană de până la 1 m (3 ft 3 in). Tepii care acoperă suprafața frunzei, tulpina și tulpina nu sunt în general mai mari de 6 mm (0,24 inchi) în lungime, tepii de pe scoarța mai întunecată mai veche sunt mai mici și mai moi - acestea nu provoacă o înțepătură. Această urzică este căzătoare de iarnă în climatele reci, veșnic verde în climatele blânde și își poate pierde frunzele în condiții de secetă dacă crește în soluri puțin adânci.

Înflorirea are loc din noiembrie până în martie și, deoarece U. ferox este un arbust dioic, se va poleniza încrucișat, cu transferul între flori permis de vânt. Boabele de polen sunt colectate de stigmatele dens împachetate de pe flori, iar dispersarea semințelor este efectuată prin rostogolire, vânt și de către păsări. Fructele, care sunt achene, se maturizează în ianuarie, fiecare conținând câte o sămânță de 1,5 mm lungime, de culoare maro, în formă de ovoid, care durează o lună pentru a germina. În studiul său asupra comportamentului de germinare a 5 specii diferite de însămânțare vasculară, C. J. Burrows a descoperit că U. ferox a avut cea mai scăzută rată de germinare de 59%, comparativ cu >85% pentru celelalte specii similare. El a presupus că este capabil să construiască o bancă mare de semințe în sol, care poate supraviețui câțiva ani, citând că speciile europene din genul Urtica produc bănci de semințe.